# فاطمه مدرسی
فاطمه مدرسی تهرانی معروف به سیمین فردین (زاده ۱۳۲۷ در تهران - درگذشتهٔ ۶ فروردین ۱۳۶۸)، نوۀ شیخ علی مدرس تهرانی، مترجم، نویسنده، زندانی سیاسی و از کادری‌های برجسته سازمان نوید بود؛ که پس از انقلاب ۱۳۵۷ در تشکیلات غیرعلنی حزب توده ایران، یکی از دو عضو رهبری کمیته تهران در این سازمان شد. وی در فروردین سال ۱۳۶۸ با جوخه آتش اعدام شد.

## زندگی
فاطمه مدرسی در سال ۱۳۲۷ در تهران متولد شد. او دارای فوق لیسانس رشته حسابداری و پیش از دستگیری در شرکت نفت شاغل بود. فاطمه مدرسی پیش از انقلاب ۱۳۵۷ از کادرهای برجسته سازمان مخفی نوید بود و پس از انقلاب ۱۳۵۷ در تشکیلات غیرعلنی حزب یکی از اعضا رهبری کمیته تهران و عضو مشاور کمیتهٴ مرکزی حزب تودهٴ ایران، بود.
نیاز یعقوب شاهی شاعر، نویسنده و زندانی سیاسی، همسر فاطمه مدرسی بود. او نوۀ شیخ‌علی مدرس تهرانی از نمایندگان معروف مجلس شورای ملی بود.

## بازداشت و زندان
اکثر رهبران و اعضای حزب توده از سال ۱۳۶۱ دستگیر و زندانی شدند.
در یکی از حملات به حزب توده در سال ۱۳۶۲ مدرسی را همراه همسر و دخترش (نازلی) دستگیر کردند.
فاطمه مدرسی در اردیبهشت ۱۳۶۲ دستگیر و به زندان اوین منتقل شد. به نوشته کتاب «شهیدان توده‌ای» او در اثر شکنجه کاهش وزن شدیدی پیدا کرده بود و از بیماری‌های کلیوی و ریوی رنج می‌برد.
زمان دستگیری، دختر یک سال و نیمه اش به اجبار همراهش بود. اما بازجویان زندان سه هزار، علی‌رغم آن، همان روز اول فردین را برای شکنجه می‌برند.

او دربارهٔ شکنجه شدنش می‌گوید:
"پاهام تا زانو خونی بود. خون حتی از لای پانسمان پام بیرون زده بود نازلی با دیدن پاهای خونینم وحشت زده به من چسبید. آن موقع یه چادر سفید سرم بود و می‌لنگیدم و نازلی رو این ور اون ور به دندون می‌کشیدم. توالت‌های زندان سه هزار با سلول فاصله زیادی داشت. هر دفعه می‌خواستم برم اونجا، باید با اون پاهای آش و لاش، بچه وحشت زده را با خود می‌کشیدم. با همه درد و نگرانی می‌کوشیدم دنیای نازلی را با شادی بیامیزم. هر بار که مرا برای بازجویی می‌بردند، مدام این دغدعه را داشتم، نازلی چه میشه؟"
عفت ماهباز از زندانیان سیاسی و همسر علی رضا اسکندری از اعدام شدگان کشتار تابستان ۱۳۶۷ دربارهٔ او می‌گوید:
فردین را بعد از مدتی از زندان سه هزار به سلول‌های ۲۰۹ زندان اوین منتقل می‌کنند و شکنجه را در اوین ادامه می‌دهند. در این فاصله مادرش را از دست می‌دهد. روزی برایش از نبریدن و ایستادگی شگفت رحمان هاتفی (حیدر مهرگان)، در زندان سه هزار، گفتم بی آنکه بدانم او را می‌شناسد! گریه اش مرا به سکوت واداشت، گفت:

رحمان هاتفی بهترین رفیقم بود. یارو یاور و همه کسم بود. بازجویان به من گفتن می خوان منو با رهبران حزب توده ایران روبه‌رو کنن، امتناع کردم. گفتم نمی خوام هیچ کدومشون رو ببینم، اما دلم می‌خواست رحمان رو می‌دیدم. توی اون لحظات سخت، فقط به او باور داشتم. گفتن اون هم مثل بقیه بریده. میاریمش که ببینی و اینقدر حماقت نکنی! یه روز منو بردن که با او رو به رو کنن، اما به جایش مهدی پرتوی را آوردند با من روبرو کردند. من حیدر را توی زندان ندیدم.

## اعدام
او در ششم فروردین سال ۱۳۶۸ اعدام شد.
فاطمه مدرسی تهرانی، تنها زن چپی بود که در سال ۱۳۶۸ گفته می‌شود با «حکم ویژه» در زندان اوین تیرباران و اعدام شد.